# Монктон
Монктон (енгл. City of Moncton, фр. Ville de Moncton) је град у округу Вестморленд, који се налази на реци Петикодијак на месту где река формира меандар Куда, у југоисточном Њу Бранзвику у Канади. То је први највећи град у покрајини. Град је добио надимак „Хаб сити“ због своје централне копнене локације у региону и своје историје као железничког и копненог транспортног чворишта за Поморство. Према попису из 2021. године, град је имао 79.470 становника, градско становништво од 157.717 и површину од 140,67 km2 (54,31 sq mi).

## Историја
Акађани су населили главу залива Фанди 1670-их. Прво спомињање „реке Петкукојер“ било је на мапи Де Меул из 1686. године.  Насељавање долина река Петиткодиак и Мемрамкок започело је око 1700. године, постепено се ширећи у унутрашњост и достижући место данашњег Монктона 1733. године. Први акадски досељеници у области Монктона основали су мочварну земљорадничку заједницу и одлучили да назову своје насеље Ле Коуд ("Лакат“), алузија на кривину реке од 90° у близини насеља.
Оближњу тврђаву Босежур, 1755. године, су заузеле британске снаге под командом потпуковника Роберта Монктона. Регија Беабасин укључујући долине река Мемрамкок и Петиткодијак је пала под енглеску контролу. Касније те године, гувернер Чарлс Лоренс је издао декрет којим се наређује протеривање акадијског становништва из Нове Шкотске (укључујући недавно заузета подручја Акадије као што је Ле Куд). Ова акција је постала позната као „Велики преокрет“. Протеривање није било потпуно успешно те око трећину становништва чине Акађани.
Досеци горње долине реке Петикодијак су тада дошли под контролу компаније Филаделфија ленд (чији је један од директора био Бенџамин Френклин.) Године 1766, стигли су немачки досељеници из Пенсилваније да поново успоставе већ постојећу пољопривредну заједницу у Ле Куду. Досељеници су се састојали од осам породица: Хајнрих Стиф (Стивс), Џејкоб Трејц (Тритс), Матијас Сомер (Сомерс), Џејкоб Рајкер (Рајкер), Чарлс Џонс (Шанц), Џорџ Вортман (Вортман), Мајкл Луц (Луц). ), и Џорџ Копел (Копл). На ушћу Хол'с крика постоји плоча посвећена у њихову част.  Насеље су преименовали у „Бенд“. Бенд је остао пољопривредно насеље још скоро 80 година. Чак и до 1836. године у општини је било само 20 домаћинстава. У то време, „Вестморленд род” је постао отворен за путовања током целе године и успостављена је редовна поштанска аутобуска линија између Сент Џона и Халифакса. Бенд је постао важна станица за трансфер и одмор дуж руте. Током следеће деценије, дрвопрерађивачка индустрија, а затим и бродоградња су постале важне индустрије у овој области.

## Демографија

### Плимни талас
Река Петиткодијак показује једну од ретких плимних таласа у Северној Америци: талас који се редовно јавља и који путује уз реку на предњој ивици надолазеће плиме. Талас је резултат екстремне плиме и осеке залива Фанди. Првобитно, талас је био веома импресиван, понекад висок између 1 and 2 m (3 ft 3 in and 6 ft 7 in) и протезала се преко 1 km (0,62 mi) ширине реке Петиткодијак у области Монктон. Овај талас се јављао два пута дневно током плиме, путујући просечном брзином од 13 km/h (8,1 mph) и стварајући познати звук. Није изненађујуће да је такозвана  „бушотина“ постала веома популарна рана туристичка атракција за град, али када је насип Петиткодијак изграђен 1960-их, речни канал се брзо замуљио и смањио бушотину тако да је ретко прелазио 15—20 cm (5,9—7,9 in) у висину. 14. априла 2010. године отворене су капије насипа у настојању да се обнови река пуна муља. Недавна бушотина плиме од отварања капија насипа измерила је талас од 2 ft-high (0,61 m), један од највишљих последњих година.

### Клима
Највиша температура икада забележена у Монктону је била 37,8 °C (100 °F) у августу 18 & 19, 1935. Најхладнији дан икада забележен је −37,8 °C (−36 °F) у фебруару 5, 1948.
| Клима Монктон, 1981–2010 нормале, екстреми 1881–данас | Клима Монктон, 1981–2010 нормале, екстреми 1881–данас | Клима Монктон, 1981–2010 нормале, екстреми 1881–данас | Клима Монктон, 1981–2010 нормале, екстреми 1881–данас | Клима Монктон, 1981–2010 нормале, екстреми 1881–данас | Клима Монктон, 1981–2010 нормале, екстреми 1881–данас | Клима Монктон, 1981–2010 нормале, екстреми 1881–данас | Клима Монктон, 1981–2010 нормале, екстреми 1881–данас | Клима Монктон, 1981–2010 нормале, екстреми 1881–данас | Клима Монктон, 1981–2010 нормале, екстреми 1881–данас | Клима Монктон, 1981–2010 нормале, екстреми 1881–данас | Клима Монктон, 1981–2010 нормале, екстреми 1881–данас | Клима Монктон, 1981–2010 нормале, екстреми 1881–данас | Клима Монктон, 1981–2010 нормале, екстреми 1881–данас |
| Показатељ \ Месец                                     | .Јан.                                                 | .Феб.                                                 | .Мар.                                                 | .Апр.                                                 | .Мај.                                                 | .Јун.                                                 | .Јул.                                                 | .Авг.                                                 | .Сеп.                                                 | .Окт.                                                 | .Нов.                                                 | .Дец.                                                 | .Год.                                                 |
| ----------------------------------------------------- | ----------------------------------------------------- | ----------------------------------------------------- | ----------------------------------------------------- | ----------------------------------------------------- | ----------------------------------------------------- | ----------------------------------------------------- | ----------------------------------------------------- | ----------------------------------------------------- | ----------------------------------------------------- | ----------------------------------------------------- | ----------------------------------------------------- | ----------------------------------------------------- | ----------------------------------------------------- |
| Апсолутни максимум, °C (°F)                           | 17,2 (63)                                             | 18,0 (64,4)                                           | 26,1 (79)                                             | 29,0 (84,2)                                           | 34,5 (94,1)                                           | 34,4 (93,9)                                           | 36,1 (97)                                             | 37,8 (100)                                            | 35,0 (95)                                             | 28,3 (82,9)                                           | 23,0 (73,4)                                           | 18,3 (64,9)                                           | 37,8 (100)                                            |
| Максимум, °C (°F)                                     | −3,2 (26,2)                                           | −1,7 (28,9)                                           | 2,7 (36,9)                                            | 9,0 (48,2)                                            | 16,5 (61,7)                                           | 21,9 (71,4)                                           | 25,3 (77,5)                                           | 24,7 (76,5)                                           | 20,0 (68)                                             | 13,2 (55,8)                                           | 6,4 (43,5)                                            | −0,1 (31,8)                                           | 11,2 (52,2)                                           |
| Просек, °C (°F)                                       | −8,2 (17,2)                                           | −7 (19)                                               | −2,3 (27,9)                                           | 4,2 (39,6)                                            | 10,7 (51,3)                                           | 16,0 (60,8)                                           | 19,5 (67,1)                                           | 19,0 (66,2)                                           | 14,5 (58,1)                                           | 8,3 (46,9)                                            | 2,5 (36,5)                                            | −4,3 (24,3)                                           | 6,1 (43)                                              |
| Минимум, °C (°F)                                      | −13,1 (8,4)                                           | −12,2 (10)                                            | −7,2 (19)                                             | −0,7 (30,7)                                           | 4,9 (40,8)                                            | 10,0 (50)                                             | 13,7 (56,7)                                           | 13,2 (55,8)                                           | 8,9 (48)                                              | 3,3 (37,9)                                            | −1,5 (29,3)                                           | −8,4 (16,9)                                           | 0,9 (33,6)                                            |
| Апсолутни минимум, °C (°F)                            | −36,7 (−34,1)                                         | −37,8 (−36)                                           | −31,7 (−25,1)                                         | −17,8 (0)                                             | −7,2 (19)                                             | −3,9 (25)                                             | 0,0 (32)                                              | −1,1 (30)                                             | −6,1 (21)                                             | −9,4 (15,1)                                           | −21,1 (−6)                                            | −34,4 (−29,9)                                         | −37,8 (−36)                                           |
| Количина падавина, mm (in)                            | 97,7 (3,846)                                          | 84,0 (3,307)                                          | 105,9 (4,169)                                         | 92,0 (3,622)                                          | 101,7 (4,004)                                         | 88,0 (3,465)                                          | 84,8 (3,339)                                          | 76,6 (3,016)                                          | 93,7 (3,689)                                          | 105,9 (4,169)                                         | 93,8 (3,693)                                          | 100,0 (3,937)                                         | 1,124 (44,252)                                        |
| Количина кише, mm (in)                                | 30,3 (1,193)                                          | 30,2 (1,189)                                          | 47,4 (1,866)                                          | 63,4 (2,496)                                          | 96,8 (3,811)                                          | 88,0 (3,465)                                          | 84,8 (3,339)                                          | 76,6 (3,016)                                          | 93,7 (3,689)                                          | 104,6 (4,118)                                         | 77,1 (3,035)                                          | 49,1 (1,933)                                          | 842,0 (33,15)                                         |
| Количина снега, cm (in)                               | 67,4 (26,54)                                          | 53,8 (21,18)                                          | 58,5 (23,03)                                          | 28,5 (11,22)                                          | 4,9 (1,93)                                            | 0,0 (0)                                               | 0,0 (0)                                               | 0,0 (0)                                               | 0,0 (0)                                               | 1,3 (0,51)                                            | 16,7 (6,57)                                           | 50,8 (20)                                             | 282,0 (111,02)                                        |
| Дани са падавинама (≥ 0.2 mm)                         | 14,6                                                  | 11,8                                                  | 13,6                                                  | 14,2                                                  | 14,8                                                  | 13,4                                                  | 12,5                                                  | 10,9                                                  | 11,4                                                  | 13,1                                                  | 15,3                                                  | 15,3                                                  | 160,8                                                 |
| Дани са кишом (≥ 0.2 mm)                              | 4,8                                                   | 4,3                                                   | 7,0                                                   | 11,3                                                  | 14,6                                                  | 13,4                                                  | 12,5                                                  | 10,9                                                  | 11,4                                                  | 12,9                                                  | 12,6                                                  | 7,1                                                   | 122,8                                                 |
| Дани са снегом (≥ 0.2 cm)                             | 11,7                                                  | 9,1                                                   | 8,7                                                   | 5,2                                                   | 0,75                                                  | 0,0                                                   | 0,0                                                   | 0,0                                                   | 0,0                                                   | 0,36                                                  | 4,3                                                   | 10,1                                                  | 50,1                                                  |
| Извор: Environment Canada                             |                                                       |                                                       |                                                       |                                                       |                                                       |                                                       |                                                       |                                                       |                                                       |                                                       |                                                       |                                                       |                                                       |

| Клима Околина Монктона, аеродрум Ромео Лабланк, 1981–2010 нормале, екстрими 1939–данас | Клима Околина Монктона, аеродрум Ромео Лабланк, 1981–2010 нормале, екстрими 1939–данас | Клима Околина Монктона, аеродрум Ромео Лабланк, 1981–2010 нормале, екстрими 1939–данас | Клима Околина Монктона, аеродрум Ромео Лабланк, 1981–2010 нормале, екстрими 1939–данас | Клима Околина Монктона, аеродрум Ромео Лабланк, 1981–2010 нормале, екстрими 1939–данас | Клима Околина Монктона, аеродрум Ромео Лабланк, 1981–2010 нормале, екстрими 1939–данас | Клима Околина Монктона, аеродрум Ромео Лабланк, 1981–2010 нормале, екстрими 1939–данас | Клима Околина Монктона, аеродрум Ромео Лабланк, 1981–2010 нормале, екстрими 1939–данас | Клима Околина Монктона, аеродрум Ромео Лабланк, 1981–2010 нормале, екстрими 1939–данас | Клима Околина Монктона, аеродрум Ромео Лабланк, 1981–2010 нормале, екстрими 1939–данас | Клима Околина Монктона, аеродрум Ромео Лабланк, 1981–2010 нормале, екстрими 1939–данас | Клима Околина Монктона, аеродрум Ромео Лабланк, 1981–2010 нормале, екстрими 1939–данас | Клима Околина Монктона, аеродрум Ромео Лабланк, 1981–2010 нормале, екстрими 1939–данас | Клима Околина Монктона, аеродрум Ромео Лабланк, 1981–2010 нормале, екстрими 1939–данас |
| Показатељ \ Месец                                                                      | .Јан.                                                                                  | .Феб.                                                                                  | .Мар.                                                                                  | .Апр.                                                                                  | .Мај.                                                                                  | .Јун.                                                                                  | .Јул.                                                                                  | .Авг.                                                                                  | .Сеп.                                                                                  | .Окт.                                                                                  | .Нов.                                                                                  | .Дец.                                                                                  | .Год.                                                                                  |
| -------------------------------------------------------------------------------------- | -------------------------------------------------------------------------------------- | -------------------------------------------------------------------------------------- | -------------------------------------------------------------------------------------- | -------------------------------------------------------------------------------------- | -------------------------------------------------------------------------------------- | -------------------------------------------------------------------------------------- | -------------------------------------------------------------------------------------- | -------------------------------------------------------------------------------------- | -------------------------------------------------------------------------------------- | -------------------------------------------------------------------------------------- | -------------------------------------------------------------------------------------- | -------------------------------------------------------------------------------------- | -------------------------------------------------------------------------------------- |
| Индекс субјективне топлоте                                                             | 18,2                                                                                   | 15,8                                                                                   | 28,0                                                                                   | 30,0                                                                                   | 37,6                                                                                   | 40,9                                                                                   | 43,7                                                                                   | 44,5                                                                                   | 40,9                                                                                   | 32,5                                                                                   | 28,2                                                                                   | 20,3                                                                                   | 44,5                                                                                   |
| Апсолутни максимум, °C (°F)                                                            | 16,1 (61)                                                                              | 15,3 (59,5)                                                                            | 26,1 (79)                                                                              | 28,5 (83,3)                                                                            | 34,2 (93,6)                                                                            | 34,4 (93,9)                                                                            | 35,6 (96,1)                                                                            | 37,2 (99)                                                                              | 34,1 (93,4)                                                                            | 26,9 (80,4)                                                                            | 22,9 (73,2)                                                                            | 17,8 (64)                                                                              | 37,2 (99)                                                                              |
| Максимум, °C (°F)                                                                      | −3,7 (25,3)                                                                            | −2,4 (27,7)                                                                            | 2,0 (35,6)                                                                             | 8,5 (47,3)                                                                             | 16,0 (60,8)                                                                            | 21,2 (70,2)                                                                            | 24,7 (76,5)                                                                            | 24,0 (75,2)                                                                            | 19,5 (67,1)                                                                            | 12,8 (55)                                                                              | 6,1 (43)                                                                               | −0,2 (31,6)                                                                            | 10,7 (51,3)                                                                            |
| Просек, °C (°F)                                                                        | −8,9 (16)                                                                              | −7,6 (18,3)                                                                            | −2,9 (26,8)                                                                            | 3,5 (38,3)                                                                             | 10,0 (50)                                                                              | 15,2 (59,4)                                                                            | 18,8 (65,8)                                                                            | 18,2 (64,8)                                                                            | 13,6 (56,5)                                                                            | 7,6 (45,7)                                                                             | 1,9 (35,4)                                                                             | −4,8 (23,4)                                                                            | 5,4 (41,7)                                                                             |
| Минимум, °C (°F)                                                                       | −14 (7)                                                                                | −12,7 (9,1)                                                                            | −7,8 (18)                                                                              | −1,4 (29,5)                                                                            | 4,0 (39,2)                                                                             | 9,1 (48,4)                                                                             | 12,9 (55,2)                                                                            | 12,2 (54)                                                                              | 7,7 (45,9)                                                                             | 2,3 (36,1)                                                                             | −2,4 (27,7)                                                                            | −9,4 (15,1)                                                                            | 0,1 (32,2)                                                                             |
| Апсолутни минимум, °C (°F)                                                             | −32,2 (−26)                                                                            | −31,7 (−25,1)                                                                          | −27,4 (−17,3)                                                                          | −16,1 (3)                                                                              | −6,1 (21)                                                                              | −2,1 (28,2)                                                                            | 1,2 (34,2)                                                                             | 0,6 (33,1)                                                                             | −3,3 (26,1)                                                                            | −10 (14)                                                                               | −17,4 (0,7)                                                                            | −29 (−20)                                                                              | −32,2 (−26)                                                                            |
| Индекс субјективне хладноће                                                            | −49,4                                                                                  | −46,0                                                                                  | −39,3                                                                                  | −27,7                                                                                  | −12,6                                                                                  | −4,9                                                                                   | 0,0                                                                                    | 0,0                                                                                    | −9,0                                                                                   | −14,7                                                                                  | −27,1                                                                                  | −43,5                                                                                  | −49,4                                                                                  |
| Количина падавина, mm (in)                                                             | 103,3 (4,067)                                                                          | 90,9 (3,579)                                                                           | 115,6 (4,551)                                                                          | 97,6 (3,843)                                                                           | 96,9 (3,815)                                                                           | 94,6 (3,724)                                                                           | 92,1 (3,626)                                                                           | 80,8 (3,181)                                                                           | 93,5 (3,681)                                                                           | 113,4 (4,465)                                                                          | 107,2 (4,22)                                                                           | 114,4 (4,504)                                                                          | 1.200,4 (47,26)                                                                        |
| Количина кише, mm (in)                                                                 | 28,8 (1,134)                                                                           | 28,4 (1,118)                                                                           | 49,2 (1,937)                                                                           | 62,3 (2,453)                                                                           | 92,5 (3,642)                                                                           | 94,6 (3,724)                                                                           | 92,1 (3,626)                                                                           | 80,8 (3,181)                                                                           | 93,5 (3,681)                                                                           | 112,1 (4,413)                                                                          | 87,3 (3,437)                                                                           | 54,2 (2,134)                                                                           | 875,7 (34,476)                                                                         |
| Количина снега, cm (in)                                                                | 78,1 (30,75)                                                                           | 64,7 (25,47)                                                                           | 64,5 (25,39)                                                                           | 31,2 (12,28)                                                                           | 3,8 (1,5)                                                                              | 0,0 (0)                                                                                | 0,0 (0)                                                                                | 0,0 (0)                                                                                | 0,0 (0)                                                                                | 1,2 (0,47)                                                                             | 19,4 (7,64)                                                                            | 62,4 (24,57)                                                                           | 325,3 (128,07)                                                                         |
| Дани са падавинама (≥ 0.2 mm)                                                          | 16,6                                                                                   | 13,7                                                                                   | 14,7                                                                                   | 15,3                                                                                   | 15,6                                                                                   | 15,1                                                                                   | 14,1                                                                                   | 12,2                                                                                   | 11,7                                                                                   | 13,8                                                                                   | 16,0                                                                                   | 16,5                                                                                   | 175,5                                                                                  |
| Дани са кишом (≥ 0.2 mm)                                                               | 5,9                                                                                    | 4,8                                                                                    | 7,7                                                                                    | 12,3                                                                                   | 15,4                                                                                   | 15,1                                                                                   | 14,1                                                                                   | 12,2                                                                                   | 11,7                                                                                   | 13,7                                                                                   | 12,9                                                                                   | 8,1                                                                                    | 134,0                                                                                  |
| Дани са снегом (≥ 0.2 cm)                                                              | 14,2                                                                                   | 12,0                                                                                   | 10,9                                                                                   | 6,5                                                                                    | 0,90                                                                                   | 0,0                                                                                    | 0,0                                                                                    | 0,0                                                                                    | 0,0                                                                                    | 0,41                                                                                   | 5,5                                                                                    | 12,3                                                                                   | 62,7                                                                                   |
| Сунчани сати — месечни просек                                                          | 116,2                                                                                  | 124,3                                                                                  | 139,9                                                                                  | 165,6                                                                                  | 207,5                                                                                  | 232,8                                                                                  | 256,3                                                                                  | 241,1                                                                                  | 173,3                                                                                  | 149,4                                                                                  | 95,1                                                                                   | 101,1                                                                                  | 2.002,2                                                                                |
| Сунчано време — месечни проценти                                                       | 41,3                                                                                   | 42,7                                                                                   | 37,9                                                                                   | 40,8                                                                                   | 44,8                                                                                   | 49,4                                                                                   | 53,8                                                                                   | 55,0                                                                                   | 45,9                                                                                   | 44,0                                                                                   | 33,4                                                                                   | 37,5                                                                                   | 43,9                                                                                   |
| Извор: Environment Canada                                                              |                                                                                        |                                                                                        |                                                                                        |                                                                                        |                                                                                        |                                                                                        |                                                                                        |                                                                                        |                                                                                        |                                                                                        |                                                                                        |                                                                                        |                                                                                        |